# Incidente de la bahía Esperanza
El incidente de la bahía Esperanza (en inglés: Hope Bay incident) ocurrió el 1 de febrero de 1952 y se convirtió en el primer incidente bélico en la Antártida. Ocurrió cuando un equipo de costa de Argentina, luego de realizar una advertencia, disparó ráfagas de ametralladora sobre un equipo civil del Falkland Islands Dependencies Survey del Reino Unido que descargaba materiales del barco John Biscoe con la intención de restablecer allí la base británica «D» (incendiada en 1948) y lo obligó a reembarcar.

## Desarrollo

### Incidente
A mediados de enero de 1952 arribó a la bahía Esperanza el buque oceanográfico británico HMS John Biscoe al mando del Capitán de Navío William Johnston. El buque fondeó frente a destacamento naval argentino Esperanza que se hallaba en plena operación tras ser recientemente fundado. Al finalizar la maniobra, el equipo británico procedió a desembarcar materiales y equipos, e izar la bandera británica en el lugar sin dar ningún tipo de comunicación a los argentinos que se encontraban allí y que emitieron advertencias a los británicos para cesar su accionar.
El jefe del destacamento argentino Guardiamarina Paradelo recibió del Comandante de la Fuerza Naval Antártica Argentina, Capitán de Fragata Díaz, la orden de resistir el desembarco «haciendo uso de todas las herramientas que disponía». Paradelo presentó una protesta ante los mandos británicos. Estos la desestimaron y continuaron el desembarco. Paradelo recibió tras ello la orden de «repelerlos por el fuego», por lo tanto la dotación argentina abrió fuego de ametralladoras al aire, provocando el retiró del equipo británico, que también abandonó todo el material desembarcado, devuelto por los argentinos tiempo después.

El equipo de la Armada Argentina, transportado allí por el ARA Chiriguano, se hallaba construyendo el Destacamento Naval Esperanza y el Faro Esperanza desde el 14 de enero de 1952, a pocos cientos de metros de la incendiada base británica, que fue inaugurada el 31 de marzo y destruido por un incendio el 15 de octubre de 1958. El Teniente de Fragata Luis M. Casanova fue el primer jefe del destacamento argentino, conformado por cinco personas en su totalidad.

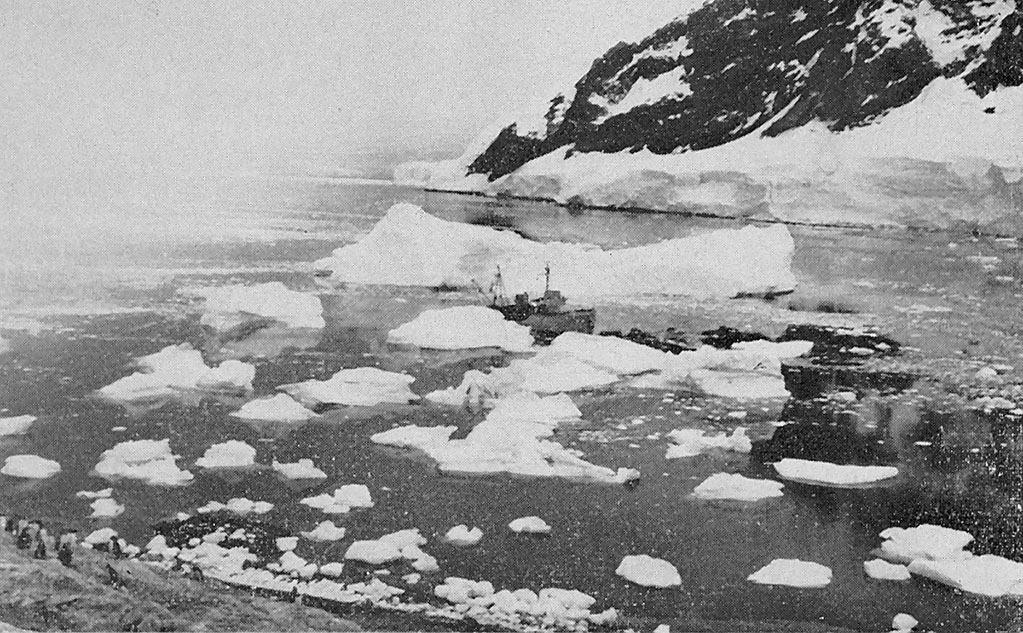
ARA Chiriguano en la bahía Esperanza.

### Reacciones
Hamilton Kerr, parlamentario británico, le preguntó al Secretario de Estado de Asuntos Exteriores de su país si se iba a hacer una declaración sobre el incidente. El ministro de Relaciones Exteriores argentino informó poco después al embajador británico en Buenos Aires sobre el incidente, señalando que había existido un malentendido y que el comandante militar había excedido su autoridad, siéndole impartidas nuevas instrucciones al respecto. Actuando bajo las instrucciones del gobierno británico, el 4 de febrero el embajador británico presentó una nota de protesta ante la Cancillería Argentina.
El gobernador colonial británico de las islas Malvinas, sir Miles Clifford, sin esperar instrucciones de Londres el 2 de febrero viajó a la bahía Esperanza en la fragata HMS Burghead Bay, desembarcó infantes de marina el 4 de febrero y proveyó protección naval a la reconstrucción de la base y desembarco de materiales desde el John Biscoe, retornando a Puerto Argentino el día 7. La base se estableció en una nueva posición cuyo edificio principal fue denominado Trinity House.
Luego del incidente, el gobierno argentino anunció una progresiva ocupación de la región antártica. A principios de 1953, los británicos tenían refuerzos en la estación naval de las Malvinas, incorporando al crucero HMS Superb. Hasta marzo de ese año, la situación permanecía inestable, y el comandante británico del área recibió autorización de Londres «para utilizar la fuerza si fuera necesario». Hacia fines de 1953 se solucionaron los problemas en la bahía Esperanza y ambos gobiernos convinieron en no interferir entre las bases de uno y otro.
La base británica permaneció ocupada hasta el 13 de febrero de 1964, mientras que el destacamento argentino fue desocupado el 27 de noviembre de 1956 y luego destruido por un incendio el 15 de octubre de 1958. Cerca del destacamento Naval argentino se construyó la Base Esperanza, que continúa con actividades científicas en estos días.
En febrero de 1997, el buque estadounidense Explorer visitó la bahía Esperanza. El guía se negó a llevar a los turistas a la base Esperanza, visitando solamente la Trinity House del Reino Unido. El guía fundamentó que se negó a visitar la base argentina por el incidente de 1952.